# 圆尾丽蛛
圆尾丽蛛（学名：Chrysso cyclocera）为球蛛科丽蛛属的动物。在中国大陆，分布于海南等地。该物种的模式产地在海南尖峰岭。